# Оле Вернер
Оле Вернер (нім. Ole Werner; нар. 4 травня 1988) — колишній німецький футболіст. По завершенні ігрової кар'єри — тренер. Наразі є головним тренером клубу німецької Бундесліги «РБ Лейпциг».

## Кар'єра тренера
З 2021 по  2025 роки тренував бременський «Вердер».